# I'll Try
"I'll Try" é uma canção escrita e gravada pelo artista country Alan Jackson. Foi lançada em janeiro de 1996 como o segundo single de seu álbum de compilação de 1995, The Greatest Hits Collection. Como "Tall, Tall Trees" (uma outra faixa recém gravada nessa compilação), foi um hit número um no U.S. Billboard Hot Country Singles & Tracks. Também chegou a número 5 no Canadian RPM Country Tracks.

## Recepção crítica
Deborah Evans Price da revista Billboard analisou a canção favoravelmente, dizendo: "Como é revigorante - uma canção honesta de amor. Ao invés de prometer a lua e as estrelas, Jackson escreveu uma canção que simplesmente diz: "Eu não sou perfeito, apenas mais um homem / Mas vou dar-lhe tudo o que sou / E eu vou tentar amar só você / E eu vou tentar o meu melhor, para ser verdadeiro / Oh, querida eu vou tentar." O que mais poderia querer uma mulher? Honestidade é a melhor política, e este olhar realista sobre o amor está destinado a ser um sucesso entre os amantes de música country em todos os lugares".

## Posições nas paradas
"I'll Try" estreou na posição 67 na U.S. Billboard Hot Country Singles & Tracks durante a semana de 30 de dezembro de 1995.
| Parada (1996)                                | Melhor posição |
| -------------------------------------------- | -------------- |
| Canada Country Tracks (RPM)                  | 5              |
| Estados Unidos (Billboard Hot Country Songs) | 1              |

### Paradas de fim de ano
| Parada (1996)                | Posição |
| ---------------------------- | ------- |
| Canada Country Tracks (RPM)  | 71      |
| US Country Songs (Billboard) | 29      |